# Orbán György (jégkorongedző)
Orbán György (Budapest, 1944. január 4. –) magyar jégkorongedző, válogatott jégkorong- és kézilabdakapus.
Többszörös magyarkupa-győztes. Az 1985–1986-os szezonban Franciaországban az SG Annecynél volt edző. Pályafutását 1964-ben a Vörös Meteorban kezdte, majd 1964-től 1971-ig a Budapesti Építőkben folytatta mint jégkorongkapus.
A budapesti Testnevelési Főiskolán 1967-ben diplomázott, majd Pozsonyban folytatta tanulmányait, 1977–1979 között, valamint Prágában, Malmőben, Torontóban, Moszkvában (1983) és Omszkban végezte. A tanári és a Testnevelési Főiskola szakedzői diploma megszerzése után 12 éven át a KSI edzője volt. Ez alatt az idő alatt 36 felnőtt és 46 ifjúsági válogatott szintű játékost nevelt ki. 1975-től 1979-ig az ifjúsági válogatott szövetségi kapitánya, 1981 és 1985, majd 1986 és 1990 között az FTC felnőtt jégkorong csapat edzője volt. Az 1983-as világbajnokságon 12 játékosával győzelemre vitték a „C” csoportból való feljutást a VB „B” csoportjába.
A felnőtt válogatott edzője volt 1983 (Budapest) és 1989 (Ausztrália). Vezetőedzőként dolgozott még NSZE Jégkorongszakosztályában 1990-ben. Az Újpesti TE vezetőedzője 1991 és 1992-ben. A Ferencvárossal magyar bajnoki címet nyert 1984-ben és 1989-ben. Magyar kupát nyert 1980-ban (FÓTI TSZ SE), 1984-ben és 1989-ben (FTC).
A rendszerváltás után 1989-ben elsőként alapította meg Magyarországon a tréfás, humoros ajándéktárgyak gyártását és forgalmazását, amelyre céget is alapított Tréfagyár Kft. néven.
Munkássága elismeréseként 2020-ban Életműdíjban részesült, amellyel a Kemény Dénes vezette Magyar Edzők Társaságának elnöksége tüntette ki.

## Publikációi
- A jégkorongkapus játéka. Testnevelési Főiskola szakdolgozat, 1967
- Ifjúsági jégkorongozók speciális és sokoldalú képességfejlesztése 1973, szakcikk – Koltai Jenő–Dr. Nádori László: Sportképességek fejlesztése, Sport kiadó
- Testtel játék jégkorongban /szakedzői dolgozat, 1975
- Sportiskolai tanterv KSI, 1979
- Hokibiblia, Sportpropaganda, 1981